# Radmilo Mihajlović
Pour les articles homonymes, voir Mihajlović.
Radmilo Mihajlović (né le 19 novembre 1964 à Foča en RFS Yougoslavie) est un footballeur serbe de Bosnie, international yougoslave.

## Biographie

### Débuts
Il commence sa carrière de joueur de football professionnel dans le club yougoslave (bosnien) du FK Sutjeska Foča, où il se révèle être un attaquant talentueux.

### FK Željezničar
Lors de la saison 1983–1984, il quitte son premier club et club formateur pour le FK Željezničar. Il joue avec le club bosnien plus de cent matchs de championnat et inscrit plus de cinquante buts de ligue avant de quitter le club en 1988. Il devient meilleur buteur du championnat de Yougoslavie lors de la saison 1986–1987 avec 23 buts.

### Dinamo Zagreb
Après avoir passé des essais pour évoluer dans le géant serbe de l'Étoile rouge de Belgrade, son équipe de cœur qu'il soutient depuis son enfance, Mihajlović arrive finalement chez le grand club croate du Dinamo Zagreb sous la direction de l'entraîneur Ćiro Blažević. Il joue une saison pour le club de Zagreb et est promu capitaine de l'équipe par l'entraîneur suivant, Josip Skoblar.

### Bayern Munich
En 1989, il part tenter sa chance en Allemagne de l'Ouest pour jouer chez un grand d'Europe, le FC Bayern de Munich. Il inscrit en tout quatre buts pour le club bavarois en 34 matchs pour le club. 

### Fin de carrière
Durant l'été 1991, il part rejoindre le FC Schalke 04 en 2. Fußball-Bundesliga (D2 allemande) où il joue quelque 58 matchs pour 12 buts. Il rejoint ensuite l'Eintracht Francfort et le club chypriote de l'APOP.
Il a également été international avec la sélection de l'équipe de Yougoslavie, avec qui il a en tout inscrit un but en six matchs.

## Palmarès
- Bayern Munich
  - Champion d'Allemagne en 1990.
- FC Schalke 04
  - 1 fois vainqueur de la 2. Fußball-Bundesliga : 1991